# 邯山书院
邯山书院位于中国河北省邯郸市丛台区城内中街，市级文物保护单位，清末至民国时期为邯郸旧时最高学府，是冀南一带规模最大的书院。

## 历史
邯郸书院教育始于元朝，在清朝数量达到顶峰，居于河北省前列，出现了大名书院、漳南书院、清漳书院、清晖书院等一批著名书院。邯山书院就是在这个时期创建的。当时的邯郸知县魏楠于清乾隆十年（1745年）创建起了邯山书院，主要建有讲堂三楹，左馆舍五楹，右馆舍五楹，堂后左右斋各三楹，前为重门，缭以周垣，书院建好后，额曰“邯山书院”。
清嘉庆九年（1804年），当地士绅名门大户重修书院，延师招生。嘉庆十年（1805年），知县江淑渠始筹户村等庄车辆以作书院经费。至清光绪二十七年（1901年），清政府实施“新政”，邯郸各地掀起举办新式教育和新式学校。光绪二十八年（1902年），知县龚彦师呈请改名为邯郸县立高等小学堂，后由王羹梅、葛昌庆主持创办，李缊青任校长，当年招生297人，这是邯郸地区创办的第一所新式学校。王羹梅和王琴堂等人一起远渡重洋到日本留学，接受了新式教育，还受到了西方文化观念和开拓实业思想影响。回国后他们积极介导“新学”，宣扬民主进步思想，推广新的文化知识和新的教学方法，为邯郸教育发展做了贡献。
邯山书院原有石碑数通，后多流失，经多方收集，今有6块置于邯郸碑林内保存，为清同治及光绪年间碑刻，记载县官绅士热心筹资办学，经费来源及开支等情况。

## 保护
1991年，由于市内人民路拓宽，邯山书院就近南迁重建。1995年10月，被邯郸市人民政府公布为市级文物保护单位。